# Andreas H. Drescher
Andreas H. Drescher (* 22. Dezember 1962 in Schwalbach (Saar)) ist ein deutscher Autor und Medienkünstler.

## Leben
Andreas H. (Hubertus) Drescher wurde als Sohn des Dentisten Burkhard Drescher und der Praxishelferin Erna Drescher in Schwalbach (Saar) geboren. 1977 begann er mit ersten literarischen Versuchen, 1983 legte er das Abitur ab. 1985 zog er nach Köln. Es folgte eine schriftstellerische Selbstausbildung (u. a. durch Studien in Germanistik, Politik und Philosophie). Seit 2000 lebt Drescher als freier Autor in Saarlouis.
Neben der Arbeit innerhalb der herkömmlichen literarischen Gattungen gilt Dreschers Schaffen seit Mitte der 90er Jahre der Fusion von Literatur und Künstlicher Intelligenz, die in der K.I. Maldix kulminiert. Seit 2003 entwickelt er für dieses Projekt die Abstraktionssprache ABEL (Abstract Entity Language).
Im Jahr 2016 gründete er den Verlag Edition Abel, in dem er die Prosa, die er die K.I. Maldix erzählen lassen wird, auch in Buchform veröffentlicht.

## Werke
Eigenständige Titel
- Fremde Zungen. Lyrik, Kurzhörspiel, VS-Reihe Topicana, 2000, ISBN 3-932294-54-8
- Darwins Schöpfungsgeschichte. Hör-Roman, Bellerive-Hörverlag, 2010, ISBN 978-3-941621-01-5
- Die Rückkehr meines linken Armes. Erzählungen, Edition Abel, Saarlouis 2016, ISBN 978-3-00-052221-5
- Kohlenhund. Roman, Edition Abel, Saarlouis 2018, ISBN 978-3-00-059608-7, Velten-Grün-Zyklus Band I
- Complicius Complicissimus, Edition Abel, Saarlouis 2020, ISBN 978-3-9820735-0-7
- Schaumschwimmerin, Edition Abel, Saarlouis 2021, ISBN 978-3-9820735-1-4, Velten-Grün-Zyklus Band II
- Mein alter Schwarzfernseher, Edition Abel, Saarlouis 2022
- Nusshaus, Edition Abel, Saarlouis 2024, ISBN 978-3-9820735-3-8, Velten-Grün-Zyklus Band III

Kooperationen
- Die Zweite Fahrt. Flash-Animationen von Texten aus Fremde Zungen, Kooperation mit dem Saxophonisten Hartmut Oswald und dem Liquid Penguin Ensemble, 2000.
- Thresch. Lyrisch-musikalische Zusammenarbeit mit dem Komponisten Bernd Thewes, 2006, Erstsendung durch SR2[4]
- Euroscopie. Hörbuch und Standalone-Animation auf der Basis von Dreschers poetischer Prosa mit Neusichtungen des Materials zu Europa, mit Nachdichtungen der Autorin Ulla Vigneron ins Französische, 2007[5]
- Brothimmel. Literatur-Installation mit dem französischen Autor Jean-Louis Kieffer anlässlich des Blauen Hirschen (Luxemburg Kulturhauptstadt Europas), 2007
- Zirrus. Poetry-Film in Kooperation mit dem Regisseur Jens Jenson auf der Basis der Text-Tanz-Performance Konjunktivien mit der australischen Tänzerin Jenny Atwood beim Poesiefestival Berlin, 2008[6]
- Drums and Poetry. Spoken-Word-Poetry mit dem Schlagzeuger Ralf Trebing auf der Basis von Dreschers Lyrik-Zyklus XX/XY, 2010

Veröffentlichungen in Anthologien (Auswahl)
- SMS-Lyrik, dtv, München, 2002, ISBN 978-3423621243
- Wo bleibt die Zeit, Berliner Wissenschaftsverlag, Berlin, 2006, ISBN 978-383051-206-6
- Heimat, Reclam, Ditzingen 2017, ISBN 978-3-15-011099-7
- Der Himmel von morgen, Reclam, Ditzingen 2018, ISBN 978-3-15-011051-5
- Schreibende Nomaden entdecken Europa, Limbus, Innsbruck 2019, ISBN 978-3-99039-160-0

Veröffentlichungen in Foren und Netzzeitschriften
- Der goldene Fisch[7]
- Fixpoetry[8]

## Würdigungen
- 2001: 1. Preis Literatur Digital (Publikum) von DTV/T-online für Die zweite Fahrt[9]
- 2007: Einladung zum Internationalen Poesiefestival Berlin[10]
- 2011: Lobende Heraushebung des Maldix-Projektes beim Campus-Award[10]
- 2017: Stipendium des Schlosses Wiepersdorf[10]
- 2018: Förderung des Romans Kohlenhund durch die RAG-Stiftung[10]